# 언더톤스
언더톤스(The Undertones)는 1974년 북아일랜드 데리에서 결성한 록 밴드이다. 1975년부터 1983년까지 밴드는 피어걸 샤키(보컬), 존 오닐(리듬 기타, 보컬), 대미언 오닐(리드 기타, 보컬), 마이클 브래들리(베이스, 보컬) 및 빌리 도허티(드럼)으로 활동했다.
초기 밴드의 음악은 대부분 펑크 록과 뉴 웨이브의 영향을 받은 음악을 하였으며, 1979년 이후 작품에는 글램 록과 포스트펑크의 요소가 담겼고, 마지막 음반에는 솔 음악과 모타운의 영향을 받았다. 1983년 5월 샤키가 음악적 견해 차이를 이유로 밴드를 떠나겠다는 의사를 밝혔고, 얼마 지나지 않아 밴드는 해체하였다.
데리와 북아일랜드의 분쟁을 배경으로 했음에도 언더톤스의 음악 대부분은 정치적 분위기보다는 청소년기, 십대의 불안감, 비탄과 같은 문제를 다루었다. 올뮤직은 기타리스트인 존과 대미언 오닐의 "전염성 있는 기타 훅이 1960년대 개러지, 1970년대 글램 록, 그리고 피어걸 샤키 특유의 떠는 보컬에 결합했다"고 표현하였다. 언더톤스는 1999년 샤키를 폴 맥룬으로 대체하며 재결합을 하였다.
1978년부터 1983년 사이 4장의 정규 음반과 13장의 싱글을 발매한 언더톤스는 데리 출신 밴드 중 가장 성공적인 밴드이자, 북아일랜드에서도 가장 유명한 밴드 중 하나이다.

## 역사

### 결성 및 초기
언더톤스는 1974년 북아일랜드의 데리에서 결성됐다. 밴드의 멤버들은 원래 비틀즈, 스몰 페이시스, 린디스판과 같은 밴드에 영향을 받은 크레건과 보그사이드 출신의 5명의 친구였으며, 음악에 대한 공통된 관심과 북아일랜드 분쟁으로 인해 도시의 많은 오락 시설이 늦은 저녁까지 문을 닫지 않는다는 사실 등으로 밴드를 결성하기로 하였다. 처음에는 기타리스트인 존 오닐과 빈센트 오닐 형제의 집과 이웃 헌간에서 커버곡을 리허설하였다. 하지만 아직 밴드가 아무런 공개 공연을 하기도 전인 1976년 초 빈센트 오닐이 밴드를 떠났고, 동생인 대미언으로 대체되었다.
1976년 2월부터 언더톤스는 학교, 교구의 홀, 스카우트 홀 등을 포함한 다양한 소규모의 공연장에서 공연을 시작했으며, 리드 보컬이었던 피어걸 샤키는 지역의 스카우트 리더였다. 샤키는 1976년 3월 16일 데리의 세인트 조셉 중학교에서 열린 공연 소개에서 밴드의 이름을 물어보았을때 재빨리 "핫 로즈"(The Hot Rods)라고 답했다. 이후 다른 공연에서 샤키는 밴드의 이름을 지었으나, 이는 다른 그룹이 이미 사용하고 있는 이름이었다. 1976년 말, 드러머 빌리 도허티가 학교 역사책에서 발견한 언더톤스라는 이름으로 이름을 짓자는 제안을 했고, 다른 멤버들도 동의하였다.
1976년 말, 펑크 록이 등장하면서 밴드의 음악적 초점이 바뀌었다. 애드버츠, 섹스 피스톨즈, 버즈콕스, 라몬즈와 같은 밴드가 언더톤스에 큰 영향을 미쳤다. 샤키는 스카우트 리더 외에도 텔레비전 수리공과 배달원으로 일하였는데, 이 과정에서 샤키가 몰던 밴은 언더톤스가 다양한 장소를 오가며 장비를 운반하는 데 사용됐다.

#### 카스바
1977년까지 밴드는 3코드 팝 펑크 곡을 커버곡들과 함께 연주하였는데, 이는 밴드가 2월부터 공연을 시작한 카스바에서 이루어졌다. 언더톤스는 1976년 내내 공연을 한 공연장에서 가끔 돈을 벌었지만, 카스바에서의 공연은 최대 30파운드를 벌 수 있었기 때문에 밴드가 정기적으로 공연한 첫 공연장이었다. 이 공연장에서 벌어들인 돈과 인기는 언더톤스가 카스바에서 인기 있는 공연을 유지하기 위한 수단으로 추가적인 곡을 쓰고 리허설을 하도록 영향을 주었다. 이듬해 언더톤스의 카스바 공연에는 1977년 중반 존 오닐이 작곡한 노래 〈Teenage Kicks〉가 포함되어 있었다. 카스바에서의 공연은 언더톤스에게 음악적 능력에 대한 자존감을 키워주었고, 1977년 6월 래디에이터스 프롬 스페이스라는 더블린의 펑크 밴드의 지원 공연으로 처음으로 데리 밖에서 공연을 하였다.
1978년 3월, 언더톤스는 데리의 매기 대학교에서 데모를 녹음하고 음반 계약을 성사시키기 위해 여러 레코드 레이블에 테이프 사본을 보냈으나 공식적인 거절 편지만 받았다. 하지만 당시 영향력 있던 BBC 라디오 1의 DJ 존 필에게 테이프를 보내며 라디오에서 노래를 틀어달라고 요청했을 때 필은 밴드에게 벨파스트에서의 녹음 세션 비용을 지불하겠다고 답하였다. 1978년 6월 15일, 언더톤스는 200파운드의 예산으로 4곡이 담긴 EP 《Teenage Kicks》를 녹음했으며, 이는 곧 벨파스트의 위저드 스튜디오에서 데이비 섀넌이 엔지니어링하고 굿 바이브레이션스 레코드에서 발매되었다. 존 필은 〈Teenage Kicks〉를 가장 좋아하는 노래로 꼽으며 라디오에서 지속적으로 노래를 틀며 노래를 히트를 기록하였다. 또한 필은 2004년 사망하기 전까지 가장 좋아하는 노래라는 의견을 고수하였다.

### 사이어 레코드 시기
사업차 런던을 방문한 사이어 레코드의 사장 시무어 스타인은 BBC 라디오 1에서 존 필이 〈Teenage Kicks〉를 튼 것을 듣고 밴드에 관심을 가지게 되었다. 스타인은 런던에서 활동하는 폴 맥낼리를 데리로 보내 밴드와의 음반 계약을 논의하게 시켰다. 맥낼리는 1978년 9월 29일 카스바에서의 마지막 공연을 하는 언더톤스의 라이브를 보았고, 다음 날 음반 계약에 대해 논의했다. 샤키와 브래들리가 런던에서 스타인과 직접 계약 협상을 논의할 것을 동의한 나머지 세 맴버와 함께 계약에 서명을 하였다.

#### 〈Teenage Kicks〉 (1978–1979)
1978년 10월 2일, 브래들리와 샤키는 녹음 계약에 따라 스타인이 제안한 만 파운드의 선급금을 받고 5년 계약으로 사이어 레코드와 계약을 하였다. 사이어는 이후 《Teenage Kicks EP》에 발매된 노래에 대한 모든 권리를 획득했으며, 2주 후 사이어 레코드의 자체 레이블에서 싱글로 재발매됐다. 10월 26일, 언더톤스는 톱 오브 더 팝스에서 〈Teenage Kicks〉를 공연하였고, 이전에 필 세션을 녹음한 필의 도움으로 다음 달 영국 싱글 차트 31위에 진입하였다. 이후 11월 언더톤스는 12월 16일까지 첫 영국 투어를 진행했으며, 잉글랜드와 웨일스에서 레질로스와 존 오트웨이의 지원 공연으로, 벨파스트와 데리에서 세 번의 콘서트에서는 헤드라인 공연을 했다.
1979년 1월, 언더톤스는 두 번째 싱글 〈Get Over You〉의 프로듀서였던 로저 베키리언과 함께 웨스트런던 액턴에 위치한 에덴 스튜디오에서 첫 번째 정규 음반 《The Undertones》를 녹음하였다. 첫 번째 음반에 수록된 대부분의 곡들이 카스바에서 정기적으로 연주하던 곡들이었기 때문에 4주도 채 안 되는 기간에 음반 녹음을 마칠 수 있었다. 2월 〈Get Over You〉가 발매된 후 음반은 5월에 공개됐다. 노래의 가사는 주로 청춘과 청소년기에 초점을 맞추었다. 1979년 4월부터 10월까지는 펑크 싱글인 〈Jimmy Jimmy〉, 〈Here Comes the Summer〉, 〈You've Got My Number (Why Don't You Use It?)〉을 잇달아 발매하며 평론가들의 호평을 받았다. 9월에는 처음으로 더 클래시 미국 투어 지원 공연을 통해 6개 주에서 8번의 공연을 진행했다.

#### 《Hypnotised》 (1980)
1979년 10월 "You Got My Number" 투어를 마친 언더톤스는 12월 네덜란드의 스튜디오에서 두 번째 음반 《Hypnotised》에 수록될 노래들을 녹음하기 시작했다. 밴드가 크리스마스 이전 데리로 돌아와 음반을 위한 추가 곡을 쓰고 녹음하기 전까지 총 10곡이 녹음됐다. 그리고 휴식 기간 동안 〈Tearproof〉, 〈More Songs About Chocolate and Girls〉, 〈Wednesday Week〉까지 세 곡이 더 작곡됐다. 1980년 1월 《Hypnotised》의 제작이 런던 에덴 스튜디오에서 끝났고, 언더톤스는 12월에 작곡한 세 곡과 〈Hypnotised〉 그리고 〈Under The Boardwalk〉 커버곡까지 두 곡을 추가 녹음했다. 두 번째 음반을 완성한 후 밴드는 2주간의 아일랜드 투어 이후 3월 첫 유럽 투어에 나섰다.
1980년 3월 28일, 언더톤스의 여섯 번째 싱글인 〈My Perfect Cousin〉이 발매됐다. 대미언과 브래들리가 작곡했던 이 곡은 영국 싱글 차트 9위에 오르면서 밴드의 가장 높은 순위의 차트 싱글이 됐다. 그리고 1980년 4월 21일 두 번째 음반 《Hypnotised》가 발매되었고, 음반은 영국 음반 차트에서 6위에 오르고 한 달 동안 톱 10위에 머물렀다. 그리고 같은 주에 "Humming" 투어를 시작하였으며, 4월부터 6월까지 영국 전역에서 총 25회의 공연을 치루었다. "Humming" 투어가 끝난 후 2주도 되지 않아 두 번째 미국 투어를 갔는데, 이번에는 지원 공연이 아닌 헤드라이너로 공연을 하였다. 〈Wednesday Week〉는 음반의 두 번째 싱글로 1980년 7월 발매되어, 영국 차트 11위에 오르고 7주 동안 톱 40에 머물렀다.
1980년 9월과 12월 사이 언더톤스는 "Disaster Tour (European Style)"이라는 유럽 투어와 12월 "See No More"라는 영국 투어를 더 진행하였다. 상업적인 측면에서 1980년은 언더톤스에게 가장 성공적인 해였으며, 사운즈는 잡지의 리뷰에서 언더톤스를 "아마도 영미권 세계 최고의 팝 그룹"이라고 극찬했다.

### EMI 시기

#### 《Positive Touch》 (1981-1982)
1980년 12월 언더톤스는 사이어 레코드가 영국 밖, 특히 미국에서의 홍보가 부족하다는 불만을 품었고, 협상이 이어지며 매니저인 앤디 퍼거슨은 사이어 레코드에서 발표된 자료에 대한 소유권을 유지하는 데 성공했다. 이어 1981년 3월 앤더슨은 EMI와 계약을 맺었다.
1981년 1월 밴드는 세 번째 음반 《Positive Touch》 작업에 다시 들어갔고, 베키리언과 함께 녹음을 시작했다. 밴드는 데리로 돌아가기 전에 5일 동안 총 8곡을 녹음했다. 1월 말 밴드는 녹음을 완료하기 위해 스튜디오로 돌아왔다. 새 음반에 수록된 곡들은 음악적으로, 그리고 가사의 영향의 변화를 나타냈다. 노래들이 대개 기타 위주의 곡들이긴 했으나 〈Crisis of Mine〉, 〈You're Welcome〉이나 아일랜드 단식투쟁에서 영감을 받은 싱글 〈It's Gonna Happen!〉과 같은 북아일랜드 분쟁에 초점을 맞춘 곡들을 쓰고 시작했다. 또한 음반에 피아노, 색소폰, 리코더 및 금관악기와 같은 새로운 악기가 포함된 곡이 더러 있었으며, 〈Julie Ocean〉과 〈It's Gonna Happen!〉은 각각 동시대에 활동하던 밴드 오렌지 주스와 덱시스 미드나이트 러너스에게서 음악적 영감을 얻었다. 밴드 스스로도 《Positive Touch》에서의 변화에 만족했는데, 브래들리는 이를 두고 "자연스러운 진행"이라고 표현했다. 당시 밴드 멤버들은 새 음반에 실릴 노래가 최고라고 덧붙였다.
음반이 발매되기 한 달 전인 1981년 4월, 언더톤스는 "Positive Touch" 투어를 시작했으며, 두 달이 채 안 되는 기간에 영국에서 총 36회의 공연을 마쳤다. 5월에 발매된 《Positive Touch》는 영국 음반 차트에 17위에 오르고 4주 동안 40위 이내에 머물렀다. 또한 여러 음악 평론가들에게 호평을 받았으며, 뉴 뮤지컬 익스프레스는 1981년 발매된 최고의 음반 중 하나로 꼽았다. 하지만 상업적으로는 《Hypnotised》에 비해 음반이나 싱글이나 하향된 수치를 보였다. "Positive Touch" 투어가 끝난 후 언더톤스는 두 번째 싱글 〈Julie Ocean〉을 발매했고, 음반에 실린 버전보다 90초가 더 추가된 싱글 버전에는 휴 존스와 데이비드 발프가 프로듀서로 참여했다. 1981년 9월부터 10월 말 까지는 여태껏 진행한 가장 큰 규모의 유럽 투어를 진행했으며, 6개국에서 19회의 콘서트를 마쳤다.
1982년 언더톤스는 일종의 소강 상태로 일년 동안 라이브 공연은 5회에 그쳤으며, 이 중 영국에서 2번, 미국에서 3번이었다. 대신 밴드는 대부분을 8트랙 데모 스튜디오에서 다음 음반을 위한 곡을 쓰고 녹음하는데 할애했다. 대미언은 훗날 "우리는 확실히 약간의 불꽃을 잃었다. 잘 모르겠지만 우리 중 일부는 데리에 있는 집에 너무 안일하게 앉아 있다고 생각하는 경향이 있었다"라고 밝혔다. 언더톤스는 2월과 10월 싱글 〈Beautiful Friend〉와 〈The Love Parade〉를 발표했는데, 이 두 싱글은 차트 상위권에 진입하지는 못하였다.

#### 《The Sin of Pride》 (1983)
1983년 3월, 언더톤스는 네 번째 음반 《The Sin of Pride》를 발매했다. 솔 음악과 모타운에서 영감을 받은 음반으로 여태껏 작업했던 프로듀서로 베키리언 대신 마이크 헤지스가 새로 참여했다. 샤키는 지금까지 작업한 어느 때보다도 음반 작업을 열심히 했으며, 언더톤스가 제작한 최고의 음반으로 간주한다고 언급한 바 있다. 《The Sin of Pride》는 발매되면서 평론가들의 극찬을 받았고, 밴드는 발매 홍보를 위해 스코틀랜드와 영국에서 여러 차례 공연을 진행하였다. 음반은 영국 차트에서 43위에 올랐다.
이후 언더톤스는 1983년 두 개의 싱글을 추가로 발매했다. 〈Got To Have You Back〉은 ABC와 스모키 로빈슨에게서 영감을 받은 아이즐리 브라더스 노래 커버로 2월에 발매되었으며, 두 번째 싱글 〈Chain of Love〉는 5월에 발매되었으나 두 싱글 모두 영국 차트에 큰 영향을 미치지는 못하였다.

### 해체
1983년 4월, 언더톤스는 음반을 홍보하기 위해 "UK Sin of Pride" 투어에 나섰다. 이때 밴드는 EMI로부터 받는 압박감을 잘 인지하고 있었는데, 당시 EMI는 계약 이후부터 밴드가 발표한 많은 자료가 사이어 레코드 시절보다 상대적으로 덜 성공했다는 것에 불만을 품고 있었다. 또한 샤키와 존 오닐과의 사이가 크게 악화되었고, 이러한 요인으로 샤키는 5월 유럽 투어에서 언더톤스를 떠날 것이라고 밝혔다. 이후 언더톤스는 1983년 중반 해체되기 전까지 유럽 대륙 전역에서 여러 공연을 펼쳤으며, 마지막 콘서트는 7월 17일 아일랜드의 펀치스타운 경마장에서 열렸다.

### 이후
해체 이후 샤키는 신스 팝 듀오 어셈블리의 빈스 클라크와 에릭 래드클리프의 제안으로 어셈블리의 노래인 〈Never Never〉에서 리드 보컬을 맡았고, 노래는 영국 싱글 차트 4위를 기록했다. 샤키는 공식적인 어셈블리의 멤버는 아니었고, 〈Never Never〉가 샤키가 참여한 유일한 녹음이었으며, 〈Never Never〉가 어셈블리가 발매한 유일한 싱글이 된다. 이후 샤키는 1980년대 중반부터 1990년대 초반까지 짧지만 성공적인 솔로 활동을 하였으며, 1985년 발매한 〈A Good Heart〉는 영국 싱글 차트에서 1위를 차지하고, 다른 나라에서도 높은 순위로 진입하였다.
존 오닐과 대미언 오닐은 1984년 댓 페트롤 이모션을 결성했다. 댓 페트롤 이모션은 1985년부터 1994년까지 6장의 음반과 15장의 싱글을 발표했다. 또한 존 오닐은 보컬리스트 메리 갤러과 함께 숀 오네일(Seán Ó'Néill)이라는 예명으로 레어(Rare)라는 트립 합 밴드를 결성했다. 하지만 히트곡 없이 차트 하위권에 싱글 딱 하나만이 진입했으며, 1998년 유일한 음반을 발매하고 직후에 해체하였다.

### 재결합
언더톤스는 1999년 11월 재결성하여 데리에서 첫 콘서트를 가졌다. 당시 밴드에 다시 합류하기를 거부한 샤키 대신 가수 폴 맥룬을 보컬로 대체하였다. 이후 언더톤스는 영국, 아일랜드, 유럽, 일본, 터키 및 북미 전역에서 여러 투어를 진행하며 라이브를 이어오고 있다. 주목할 만한 공연으로는 2005년과 2022년 글래스톤베리 페스티벌에서의 공연과 2009년 8월 셀틱 FC와 아스널 FC 간의 UEFA 챔피언스리그 플레이오프 중 셀틱 파크에서의 킥오프 전 공연, 2011년 3월과 4월 데뷔 음반 연주한 영국 공연 등이 있다.
언더톤스는 2003년과 2007년 폴 맥룬이 보컬로 참여하는 음반 《Get What You Need》와 《Dig Yourself Deep》을 발매했다. 2013년 4월에는 더블 A사이드 싱글 〈Much Too Late / When It Hurts I Count To Ten〉으로 5년 만의 신곡을 발표했으며, 1,000장 한정판으로 레코드 스토어 데이 때 판매되었다.

## 미디어에서
2000년 잡지 Q가 영국인들을 대상으로 조사한 영국에서 가장 뛰어난 음반 설문조사에서 언더톤스의 데뷔 음반이 90위로 선정되었다.
언더톤스를 다룬 다큐멘터리는 두 개가 있다. 첫 번째는 2001년에 제작되어 2004년 공개된 《The Story of the Undertones: Teenage Kicks》로 톰 콜린스가 감독한 65분 짜리 영상이며, 존 필이 시모어 스타인 및 이먼 맥캔 이외에도 빈센트 오닐을 제외한 밴드의 모든 전현직 멤버를 인터뷰했다. 이 다큐멘터리에서는 밴드의 결성, 경력, 해체 이후, 사생활과 1999년 재결합에 대해 다루었다. 두 번째로 제작된 다큐멘터리는 영국방송공사의 의뢰를 받아 2012년 9월 BBC Four에서 방영된 《Here Comes the Summer: The Undertones Story》이다. 샤키를 제외한 모든 전현직 멤버의 인터뷰를 더해 팬, 지인, 저널리스트와 밴드의 경력과 관련된 사람들의 인터뷰가 담겨 있다.

## 구성원
현재
- 존 오닐 – 리듬 기타, 백 보컬 (1975–1983, 1999–현재)
- 마이클 브래들리 – 베이스 기타, 키보드, 백 보컬 (1975–1983, 1999–현재)
- 빌리 도허티 – 드럼 (1975–1983, 1999–현재)
- 대미언 오닐 – 리드 기타, 키보드, 백 보컬 (1975–1983, 1999–현재)
- 폴 맥룬 – 리드 보컬 (1999–현재)

이전
- 빈센트 오닐 – 리드 기타 (1975–1976)
- 피어걸 샤키 – 리드 보컬 (1975–1983)

## 디스코그래피
- The Undertones (1979)
- Hypnotised (1980)
- Positive Touch (1981)
- The Sin of Pride (1983)
- Get What You Need (2003)
- Dig Yourself Deep (2007)